# Odontophorus marlothii
Odontophorus marlothii är en isörtsväxtart som beskrevs av N.E.Brown. Odontophorus marlothii ingår i släktet Odontophorus och familjen isörtsväxter. Inga underarter finns listade i Catalogue of Life.

## Bildgalleri

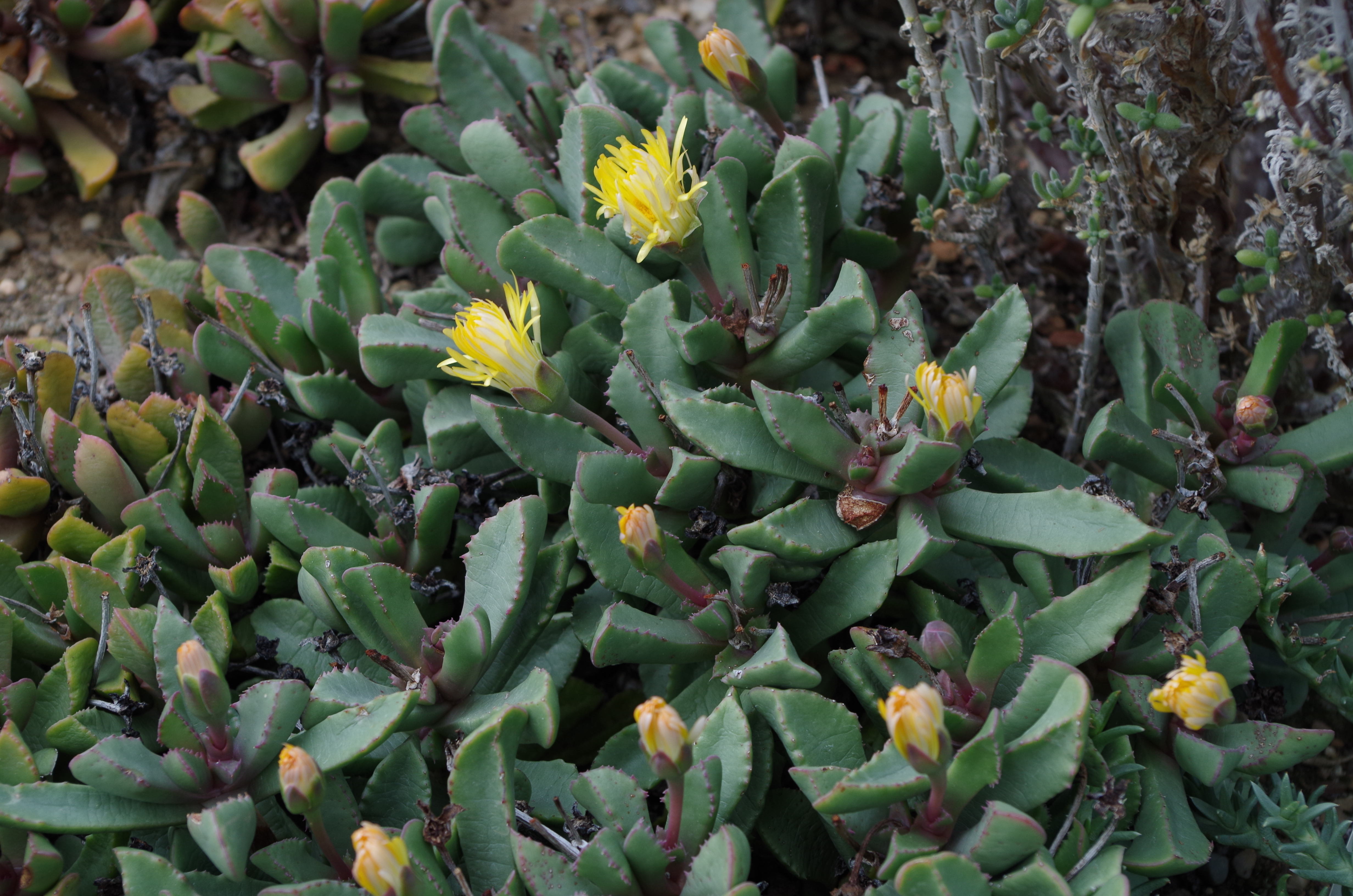